# Barouéli
Baroueli är en krets i Mali.   Den ligger i regionen Ségou, i den sydvästra delen av landet, 160 km öster om huvudstaden Bamako. Antalet invånare är 203 550.